# Villars-les-Bois
Villars-les-Bois är en kommun i departementet Charente-Maritime i regionen Nouvelle-Aquitaine i västra Frankrike. Kommunen ligger  i kantonen Burie som ligger i arrondissementet Saintes. År 2022 hade Villars-les-Bois 240 invånare.

## Befolkningsutveckling
Antalet invånare i kommunen Villars-les-Bois
Referens:INSEE